# Уайкофф (Нью-Джерси)
Уайкофф (англ. Wyckoff) ― тауншип округа Берген в американском штате Нью-Джерси. По данным переписи населения США 2020 года, население тауншипа составляло 16 585 человек, что на 111 человек (-0,7%) меньше, чем в 2010 году, когда численность населения составляла 16 696 человек, что, в свою очередь, отражает увеличение на 188 человек (+1,1%) по сравнению с 16 508 человек, зарегистрированными в 2010 году по данным переписи населения 2000 года.
По данным переписи населения 2010 года, Уайкофф занимал 55-е место по уровню дохода домохозяйств в Соединенных Штатах с населением не менее 10 000 человек и доходом в 103 614 долларов. В целом по штату Уайкофф занимал 41-е место среди городов Нью-Джерси по доходу на душу населения, с денежным доходом на душу населения в размере 49 375 долларов по состоянию на 1999 год, увеличившись на 49,1% по сравнению с 33 124 долларами, зафиксированными в 1989 году.
С середины 18 века территория, на которой сейчас находится Уайкофф, была общиной в составе тауншипа Франклин, образованного 1 июня 1797 года, когда был разделен тауншип Сэддл-Ривер (ныне Сэддл-Брук), в состав которого вошла большая часть северного округа Берген к западу от реки Сэддл. Начиная с 1840-х годов, из частей тауншипа Франклин было создано несколько новых муниципалитетов (10 апреля 1797 года - тауншип Помптон, 9 апреля 1849 года - тауншип Хохокус (ныне Махва), а 30 марта 1876 года - тауншип Риджвуд). Сегодня территория, на которой сейчас находится Уайкофф, граничит с восемью различными общинами. Уайкофф был образован как тауншип актом законодательного собрания Нью-Джерси от 2 ноября 1926 года, заменив тауншип Франклин, на основании результатов референдума, проведенного в тот день. Часть Вайкоффа была передана Мидленд-парку по результатам референдума, проведенного 9 июня 1931 года.
Хотя нет убедительных исторических свидетельств в пользу какой-либо из различных теорий, наиболее распространенной версией происхождения названия тауншипа, которое было принято поселковым комитетом при создании муниципалитета, является то, что название происходит от слова wickoff на языке ленапе, означающего возвышенность, или что оно происходит от wickok, что означает вода. Однако одноименный район Уайкофф-Хайтс в Нью-Йорке назван в честь семьи Уайкофф, которая поселилась в районе Нью-Йорка/Нью-Джерси, когда оба штата были частью голландской колонии Новые Нидерланды. Другие источники приписывают это название Уико в Малпасе, Англия.

## География
По данным Бюро переписи населения США, общая площадь тауншипа составляет 6,65 кв. миль (17,22 км2), из которых 6,59 кв. миль (17,07 км2) занимает суша, а 0,06 кв. миль (0,15 км2) - вода (0,89%).
К некорпоративным сообществам, населенным пунктам и географическим названиям, частично или полностью расположенным в пределах тауншипа, относится Сикомак.
Тауншип граничит с муниципалитетами Аллендейл, Франклин-Лейкс, Мауа, Мидленд-парк, Риджвуд и Уолдвик в округе Берген, а также с Хоторном и Северным Халедоном в округе Пассаик.

## Климат
Климат в этом районе характеризуется жарким, влажным летом и, как правило, мягкой или прохладной зимой. Согласно климатической классификации Кеппена, в Уайкоффе влажный субтропический климат, который на климатических картах обозначается сокращенно Cfa.